# Saint-Zacharie
Saint-Zacharie är en kommun i departementet Var i regionen Provence-Alpes-Côte d'Azur i sydöstra Frankrike. Kommunen ligger i kantonen Saint-Maximin-la-Sainte-Baume som tillhör arrondissementet Brignoles. År 2022 hade Saint-Zacharie 5 877 invånare.

## Befolkningsutveckling
Antalet invånare i kommunen Saint-Zacharie
| Referens: INSEE |